# Mokum Records
Cet article concerne le label musical. Pour le mot en yiddish, voir Mokum.
Mokum Records est un label discographique indépendant néerlandais de techno hardcore. Le catalogue du label compte actuellement une centaine d'EP vinyles entre les années 1993 et 1999.

## Histoire
À l'origine, le label est une filiale de Boudisque Records, mais qui a plus tard été racheté par la major Roadrunner Records. L'entreprise a reçu pour nom de baptême le terme Mokum, un mot yiddish désignant Amsterdam au sein de la communauté juive et, plus tard, intégré via le bargoens au vocabulaire amstellodamois.
Mokum Records connaît un succès important en 1995 grâce au groupe Technohead et ses titres comme notamment le titre gabber-pop I Wanna Be a Hippy, classé dans le top 100 d'une douzaine de pays en Europe et dans le monde,,. Leur succès grimpant en flèche, le label est également connu pour ses compilations intitulées Fucking Hardcore, arrêtées après un huitième volet. 
Lorsque la scène gabber néerlandaise est polluée à la fin des années 1990 par des bandes néonazies, Mokum adopte avec de nombreux autres acteurs de ce milieu une attitude franchement hostile à ces dérives. Par exemple, tous les albums, vinyles et maxis du label portent le slogan « United Gabbers Against Racism and Fascism » (« Gabbers unis contre le racisme et le fascisme »). Roadrunner Records a par la suite fermé le label en 1998 et les anciens artistes de Mokum ont rejoint ce label. Mokum a été ressuscité par Frederik Berkhout, alias Freddy B, en 2004.

## Catalogue
Mokum Records est l'un des labels qui a promu le genre musical early hardcore ; la première expression du gabber. Mokum Records est le label d'artistes et DJ renommés au sein de la scène hardcore et gabber, tels Flamman & Abraxas, Tellurian, The Speed Freak, DJ Dano, Scott Brown et Liza 'N' Eliaz. La qualité de ses artistes et le succès de leurs titres a permis à Rolling Stone de classer le best of du label, intitulé Make 'Em Mokum Crazy et sorti en 1996, dans son classement des trente meilleurs albums de musique électronique.
Mokum Records a également commercialisé des compilations gabber et hardcore, comme Make 'Em Mokum Crazy ou la série des Terrordrome. Les références du catalogue de Mokum Records sont constituées du préfixe « MOK » puis du numéro de sortie. Il démarre en 1993 avec MOK 1, à savoir l'EP The Point du duo Vitamin.